# 1854 год в истории железнодорожного транспорта
1854 год в истории железнодорожного транспорта

## События
- В Австралии построены первые железнодорожные линии в районе Мельбурна.[1]
- В Африке построена первая железнодорожная линия между Каиром и Александрией в Египте.[1]
- В Норвегии построена первая железнодорожная линия Осло — Эйдсволль.[1]
- В России введён первый график движения поездов на Петербург-Московской железной дороге.[1]
- В Англии основана локомотивостроительная компания Beyer-Peacock.